# Ciliata mustela
La mollareta o madreanguila (Ciliata mustela) es un pez óseo del orden de los gadiformes y familia de las barbadas, que habita en las costas del Atlántico nororiental.

## Características

### Anatomía
Tienen un cuerpo alargado que llega hasta 45 cm de longitud (en promedio unos 25 cm), con cabeza pequeña, ligeramente deprimida dorsoventralmente, con cinco barbillas: dos situadas a medio camino entre los ojos y el final del hocico, dos en el labio inferior y una en el mentón. Su boca es pequeña, con dientes en las mandíbulas y en el vómer, dispuestos en bandas. Tiene ojos pequeños y saltones. Cuenta con dos aletas dorsales, la primera reducida a un radio seguida de largos filamentos cortos, delgados y vibrantes, insertados en un surco; el segundo, "normal", situado debajo y llegando hasta el pedúnculo caudal. La aleta caudal es ovalada, con el margen posterior redondeado; sus pectorales son redondeados y alcanzan el nivel del origen de la segunda creta; las aletas pélvicas son más cortas que las pectorales, siendo el segundo radio más largo que los demás. Tiene una sola aleta anal, que termina al nivel de la segunda aleta dorsal, pero tiene una base más corta. La línea lateral es casi horizontal.
Sus colores van del marrón rojizo al marrón oscuro, incluso a veces negro, y las aletas generalmente tienen márgenes rojizos. Las partes inferiores son de color rojo, fusionándose con un gris pálido.

### Hábitat y biología
Habita en el noroeste del Atlántico, desde las costas del sur de Islandia y el norte de Noruega, hasta las de Portugal (por la altura del Cabo de la Roca) en aguas poco profundas, con hasta unos 20 m de profundidad en fondos rocosos, con algas, y en pozas intermareales sobre fondos arenosos, a veces nadando entre rocas y sedimentos en marismas cuando hay marea baja. Los especímenes más grandes se pueden encontrar fuera del límite de matrimonios mixtos en fondos de arena, barro o grava
Se alimentan principalmente de crustáceos, y en algunas ocasiones también de peces pequeños, algas, gusanospoliquetos y moluscos gasterópodos.
Se reproducen en invierno y primavera.

## En España
La mollareta es muy común en toda la costa gallega, pudiéndose ver en ocasiones en las pozas que quedan al descubierto cuando hay marea baja. Por lo general, se esconde debajo de piedras o en grietas de rocas, esperando a que cangrejos las agarren. Es de escaso interés pesquero.